# Рененутет
Рененутет, Рененут (транслит. егип. rnnt, rnnwtt «дающая имя» или «кормящая змея»; обычно произносится как Эрнутет и Рененет; др.-греч. Thermoutis: Термутис или Фермутис — «Жаркая») — древнеегипетская богиня плодородия и жатвы.

## Происхождение
Как богиня плодородия изображалась женой Себека, который представляется как река Нил, ежегодные наводнения которого обеспечивают плодородие ила, что, в свою очередь, обеспечивает обильные урожаи. Считалась матерью бога зерна Непри или Нехебкау, также представляемым в облике змеи. Он был обожествлением одной из важных изменяющихся частей души — замыкание Ка и Ба. Когда Рененутет рассматривалась как мать Нехебкау, то ей приписывали в мужья бога земли Геба.

## Изображения

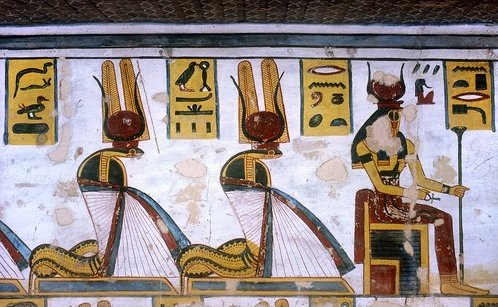
Непрет, Рененутет и Ху в гробнице Рамсеса III (KV11)

Рененутет часто изображалась в виде змеи или змееголовой женщины, вскармливающей своим молоком младенца-фараона, что символизировало новый урожай. Также изображалась в образе кобры, охраняющей груды зерна свежего обмолота. Пшеница является основной пищей древних египтян, поэтому защита зерна пшеницы от грызунов являлась жизненно важным вопросом.

## Имя
В древнеегипетской мифологии Рененутет являлась антропоморфным обожествлением акта получения во время родов настоящего имени — вида души (егип. rn «рен» — имя). Её имя обозначает «(та, кто) дающая Рен». Более того, говорилось, что новорожденные брали Рененутет к себе на плечи с их первого дня, и она упоминалась как «(та, кто) защищающая», и «госпожа (богиня) одеяний (одежды в которой рождались)».
Имя Рененутет так же может быть истолковано альтернативным способом, как ренен-утет, а не рен-нутет, в связи с чем смысл меняется на более эзотерический — «кормящая змея». Как кормящая змея, кобра, или женщина с головой кобры Ренетутет показана, в частности в изобразительном искусстве. Змеи — это животные без полового диморфизма и рассматривались у древних египтян исключительно как женские особи, поэтому была только богиня. Этот второй смысл понятия лёг в основу рассмотрения её как источника питания, как богини урожая; её называли Богиней (госпожой) житниц, и Богиней (госпожой) плодородных полей. Важность урожая мотивировала людей приносить большие жертвы Рененутет в период сбора урожая, в дальнейшем это привело к почитанию её как богини богатства и удачи.
Эпитеты Рененутет — «владычица плодородия», «правительница закромов».
| r | n · n | t | I15 |

r n n t
Вариант названия
| r | n · n | w | t | t | I15 |

r n n w t t

## Мифология
Одна из самых древних и почитаемых богинь в разные эпохи и при правящих династиях. Главной задачей этой богини была помощь в сборе и хранении урожая (Рененутет делает это в обличии змеи — священного существа для египтян). Рененутет дарует изобилие, удачу, богатство, счастье, помогает при родах. Впоследствии она, как и бог урожая винограда Шаи, стала почитаться как богиня судьбы. Рененутет часто вместе с Шаи упоминалась в добрых пожеланиях: «да будет жить с тобой здоровье, при тебе Шаи, Рененутет в руке твоей», «да будет жить Рененутет на пути твоём».
В мифе об Осирисе и Исиде божественная няня Рененутет заботилась о рождённом тайно Горе, пока он не открыл себя миру, «надев свой пояс в густых зарослях» (то есть возмужал).

### Отождествления
Позже, когда богине-змее поклонялись по всей протяжённости Нижнего Египта, Рененутет всё чаще отождествляют с коброй Уаджит — покровительницей Нижнего Египта (также символ-урей). Также встречаются сопоставления Рененутет с Исидой.

## Культ
Праздник Рененутет, во время которого фараон приносил ей благодарственную жертву, отмечался в день окончания жатвы. Рененутет одна из немногих богинь, имевшая свой собственный день поклонения — день сбора урожая.
В местности, где поклонялись богине-змее Рененутет, назван в честь неё город Теренутис (Ком-Абу-Билло), расположенный на месте египетского и греко-римского города на краю пустыни около города Таррана, название которого восходит к греческому «Теренутис».
В Мединет-Мади, расположенном в 30 км к юго-западу от Мединет эль-Файюма на месте греческого города Нармутис, находится небольшой хорошо сохранившийся храм, посвященный Себеку, Хору и богине-кобре Рененутет. Он был обнаружен в 1936 г. итальянским археологом Вольяно. Воздвигнутый царями XII династии Аменемхетом III и Аменемхетом IV, храм позднее достраивался Сети II, Рамсесом III и Осорконом. Основная часть храма состоит из трех параллельно расположенных алтарей, перед которыми находилось помещение с общим столом для приношений. В греко-римский период храм был расширен. К храму эпохи Среднего царства была подведена дорога для торжественных процессий, ширина которой явно превосходила потребности небольшого святилища. Сзади к храму пристроили небольшую часовню с входом с северной стороны. Стены храма покрыты текстами и изображениями. Наиболее важная греческая надпись о постройке храма сейчас находится в Александрийском музее.

### Гимн Рененутет
Я сделаю Зыбь Нила для Вас

Без этого года недостатка и истощения по всей земле

Поэтому растения будут расцветать, изгибаясь по своими плодами.

Земля Египетская начнёт движение снова

Берега сияют изумительно и богатство и благополучие пребывает с ними, как и было раньше.
Оригинальный текст (англ.)I will make the Nile swell for you,

without there being a year of lack and exhaustion in the whole land,

so the plants will flourish, bending under their fruit.

The land of Egypt is beginning to stir again,

the shores are shining wonderfully, and wealth and well-being dwell with them, as it had been before.